# Act of War: Direct Action
Pour les articles homonymes, voir Act of War.
 (juillet 2016).
Si vous disposez d'ouvrages ou d'articles de référence ou si vous connaissez des sites web de qualité traitant du thème abordé ici, merci de compléter l'article en donnant les références utiles à sa vérifiabilité et en les liant à la section « Notes et références ».
Act of War: Direct Action (souvent abrégé AoW) est un jeu vidéo de stratégie en temps réel développé par Eugen Systems sur PC et édité par Atari Inc. en mars 2005 puis par THQ Nordic à partir de 2018. Il a été réalisé en partenariat avec Dale Brown (en), un ancien capitaine de l'US Air Force, auteur de techno-thrillers patriotiques à succès aux États-Unis.
Après Times of Conflict en 2000 et The Gladiators en 2002, deux jeux de stratégie, les développeurs d'Eugen Systems ont créé Act of War, un STR relativement classique, évoluant dans une crise politico-militaire, inspiré de la série Command and Conquer (éditée par Electronic Arts).
Une extension, Act of War: High Treason, également développée par Eugen Systems, est sortie en mars 2006.
Le jeu et l'extension ont fait l'objet d'une réédition en novembre 2006, sous forme d'une compilation, appelée Act of War: Gold Edition.
Act of War est probablement l'un des exemples les plus emblématiques du genre techno-thriller apposé au jeu vidéo. L'intrigue s'articule autour d'enjeux politiques et économiques couplés à des opérations militaires ; sont notamment impliquées des compagnies pétrolières fictives, une Task Force Talon, unité d'élite issue de l'armée américaine imaginée par Dale Brown et un cartel (le Consortium) d'organisations terroristes et de mercenaires (uniquement dans l'extension) créés pour les besoins du scénario.

## Synopsis
Dans un futur proche, une force d'élite américaine lutte contre un complot international visant à renverser l'ordre mondial actuel. Tout en offrant un "premier regard sur la guerre de demain", le jeu suggère une réalité effrayante, crédible et rempli de suspense. L'intrigue internationale et le conflit militaire géopolitique, procure une expérience de jeu de stratégie de grande qualité.
Act of War offre aux joueurs la possibilité de zoomer et de s'engager dans des batailles urbaines, très détaillées, telles que San Francisco, Washington DC, Londres et Moscou sans jamais ralentir l'action.
Act of War propose un mode histoire solo et un mode multijoueur (jusqu'à 8 joueurs en ligne).

## Système de jeu
Act of War: Direct Action est un jeu de stratégie en temps réel qui se veut réaliste. Des décisions tactiques et stratégiques sont prises en fonction du temps, de l'argent et de l'équipement. Les revenus sont générés en exploitant des ressources naturelles et en capturant des combattants ennemis (prisonniers de guerre).
Act of War demande au joueur d'utiliser une variété d'unités permettant différentes stratégies avec, entre autres, la possibilité de porter secours aux soldats blessés, devenus incapables d'engager le combat. Pour gagner, le joueur doit par conséquent, collecter des ressources lui permettant de construire des bâtiments, développer de nouvelles technologies et créer une armée constituée d'unités capable de détruire le camp adverse. Chacune des factions disponibles met à disposition du joueur différentes technologies et unités. La mise en scène est composée de cinématiques (plus d'une heure au total), mélangeant acteurs filmés, images de synthèse, et moteur de jeu. Des insertions vidéo viennent en temps réel dans une mission donner des informations dynamiques sur le terrain et/ou les nouveaux objectifs à atteindre.
Act of War se rapproche donc plus d'un Command and Conquer: Generals au niveau du système de jeu que d'un Ground Control dans lequel on ne gère aucune base et aucune ressource. Il n'est toutefois pas nécessaire d'effectuer une micro-gestion des unités comme dans Warcraft III.
Le jeu demande une gestion du terrain par domination de zone, jouant à la fois sur un jeu agressif de conquête puis de sécurisation, que l'on croise dans des STR, comme Ground Control II: Operation Exodus ou Warhammer 40,000: Dawn of War.

### Factions
Le jeu permet de contrôler trois factions différentes :
- L'US Army
- La Task Force Talon
- Le Consortium

#### US Army
L'US Army, autrement dit l'armée de terre américaine, est le camp le plus classique, équilibré dans toutes les armes et ne demandant pas de subtilités particulières. Elle dispose de trois paliers technologiques (DEFCON 3 à DEFCON 1) et propose un éventail d'unités chères et puissantes, chacune spécialisée dans un seul domaine, tandis que ses installations nécessitent de l'énergie pour fonctionner. Cette faction doit vérifier constamment sa consommation énergétique sous peine de devenir vulnérable à une attaque sur ses générateurs. La maîtrise terrestre est assurée par un large éventail de fantassins (marines, snipers, mortiers, bazookas, Delta Force) et par de nombreux blindés (M1 Abrams, M2 Bradley, M109 Paladin). En multijoueur, la force de l'armée américaine réside surtout dans sa supériorité aérienne avec ses AH-64 Apache, ses UH-60 Black Hawk, ses F-15, ses A-10 Thunderbolt II « Warthog » et ses forteresses volantes B-2. Il est également possible d'envoyer des missiles de croisière à charge thermonucléaire.

#### Task Force Talon
La Task Force Talon dispose d'un arbre technologique original. Il s'agit du camp qui possède les unités les plus polyvalentes et les plus avancées (et les moins réalistes), à l'image de ces combattants en exosquelettes faisant penser à de petits Mechs. Cette faction dispose aussi de trois paliers technologiques appelés, (STANDARD), (S.H.I.E.L.D.) et (DRONE), mais on peut rechercher les technologies S.H.I.E.L.D. et DRONE dans l'ordre que l'on veut, permettant une grande flexibilité. La plupart de leurs unités ont d'ailleurs la flexibilité comme principal atout, puisque nombre d'entre elles peuvent changer à la volée de types d'armes employées, tandis que les bâtiments peuvent être démontés puis être remontés ailleurs. Les structures n'ont pas besoin d'énergie pour fonctionner, mais elles ne peuvent être construites que dans l'aire d'effets des postes de commandement.

#### Consortium
Le Consortium est le camp des terroristes. Il a accès à des unités bon marché et pratiques (fantassins polyvalents et véhicules légers) mais ne dispose que de deux paliers technologiques, le premier (UNDERCOVER) nécessite aucune énergie pour fonctionner ce qui lui permet un développement rapide (d'autant plus qu'il dispose d'hélicoptères comme constructeurs), a contrario du second (REVEALED) qui nécessite de bâtir des réacteurs nucléaires pour alimenter ses constructions tout en le rendant plus facilement détectable. Parmi ses unités on dispose d'un chasseur bombardier (le YF-23 Black Widow), seul avion de cette faction, et des blindés furtifs. Autre avantage du Consortium, il peut construire des bâtiments n'importe où sur la carte, appelés « Cellules dormantes » et transporter ensuite très rapidement des unités vers d'autres cellules.

### Modes de jeu
Plusieurs modes de jeu sont disponibles :
- Un mode campagne (appelé Opération) qui ne se joue que du côté du « Bien » en utilisant tour à tour l'US Army et la Task Force Talon contre le Consortium, le joueur doit alors effectuer des missions aux objectifs distincts qui se succèdent de manière linéaire. Il est toutefois possible de sélectionner directement un chapitre sans suivre le déroulement de l'histoire.
- Un mode escarmouche en solo (appelé Engagement) pour s'entraîner contre l'Intelligence Artificielle (IA).
- Un mode multijoueur qui permet de jouer simultanément jusqu'à huit joueurs en réseau local ou sur Internet (via la plate-forme GameSpy). Les cartes sont jouables en Deathmatch, éventuellement en équipes (Team Deathmatch). Une vingtaine de cartes sont proposées. Le jeu intègre également un éditeur de cartes après l'installation de la mise à jour 1.05.

## Campagne solo
L’action se déroule dans un "futur proche" où le prix du pétrole a atteint aux États-Unis des niveaux records en raison d'une crise économique majeure. L’histoire débute avec le Sergent-Major Jefferson et son équipe de Delta Force, sous les ordres du Major Jason Richter et chargés de mener un raid près de la frontière entre l'Algérie et la Libye, afin de capturer le Général Imad Kazim, le chef d’un groupe salafiste qui appelle à la lutte armée.
Une semaine avant le "World Energy Forum", se déroulant à Londres, un attentat terroriste détruit une installation pétrolière à Houston. La possibilité d'une attaque au Forum de l'énergie déclenche l’activation d’une cellule militaire d’élite connue sous le nom de Task Force Talon, placé sous les ordres du Major Richter et de son adjoint, le Lieutenant Vega. Le Sergent-Major Jefferson, également membre de cette unité, et une escouade de commandos sont affectés à la garde du Forum mondial de l'énergie. L'attaque tant redoutée a bel et bien lieu et en dépit de la protection de l'escouade, les assaillants parviennent à enlever deux personnalités : Arthur Kingman, PDG de TransGlobal Energy Corporation (TGE), et Yegor Zakharov, le représentant du Consortium mondial de l'énergie. Heureusement, la Task Force parvient à récupérer ces personnalités, apparemment avant qu'ils ne soient assassinés.
Ce succès est cependant de courte durée, une faction terroriste inconnue lance un assaut militaire massif sur San Francisco. Pris par surprise, les États-Unis envoie Jefferson et la Task Force aider les forces militaires locales pour repousser les envahisseurs. Ceux-ci sont finalement neutralisés. Pour se protéger contre de nouvelles attaques sur le sol des États-Unis, le gouvernement américain rappelle l’ensemble de ses troupes partout dans le monde.
Le Major Richter croit cependant que l'ordre de rappel des troupes fait le en réalité le jeu des terroristes. Il a remarqué que la cible principale des attaques terroristes à Houston, Londres, en Californie et d'autres endroits dans le monde a été TransGlobal Energy Corporation, la compagnie pétrolière qui maintient le prix du pétrole à un prix bas en vendant son pétrole à 78 $ le gallon. Richter pense que sans les troupes américaines en Égypte, les terroristes parviendront à détruire TGE. Le Major Richter va à l'encontre des ordres présidentiels et déploie la Task Force en Égypte.
Avec l'aide du Général Kelly, Jefferson et la Task Force Talon parviennent à recueillir suffisamment d’informations pour convaincre le président américain de soutenir leur défense militaire autour du complexe TGE en Égypte. Dans la bataille qui s'ensuit au sein de la raffinerie égyptienne, la Task Force utilise une technologie militaire de pointe contre un ennemi qui possède maintenant une artillerie équipée de missiles aériens redoutables et de blindés furtifs. Finalement, la Task Force Talon l’emporte.
À l’issue de cette bataille, la Task Force découvre enfin l'identité de l'ennemi : le Consortium, dirigé par Zakharov. L'ayant finalement repéré à Moscou, le gouvernement des États-Unis fait appel au Président russe Petrenko pour l'extrader. Ayant prévu le coup, Zakharov déclenche une insurrection avec le 11e Corps d'armée russe, ce qui lui offre un fief dans la région de Vologda, une armée complète, ainsi qu’une petite force aérienne et même des missiles balistiques Iskander et lui permet de menacer la capitale de la fédération de Russie. La Task Force Talon est déployée en Russie avec la 1re division blindée américaine pour dégager l'autoroute menant à la base principale du 11e Corps.
Ayant dégagé la voie, la Task Force Talon est envoyé à la centrale nucléaire de Kalinine, capturée par le 11e Corps, qui menace de rééditer Tchernobyl. Alors que les forces américaines boutent les rebelles hors de la centrale, ces derniers lancent un missile Iskander afin d'éliminer l'unité d'élite, qui déploie une défense antimissile pour protéger la centrale. La Task Force Talon rejoint finalement la 1re Division Blindée aux abords de la base principale du 11e Corps. Peu après le début de leur assaut, les forces américaines se retrouvent obligées de se replier pour résister à une contre-offensive des rebelles, qui vont jusqu'à lancer des missiles Iskander. Finalement, le Président Petrenko envoie deux régiments de la 7e Armée de réserve, et les forces conjointe de la Russie et des États-Unis anéantissent le 11e Corps et capturent Zakharov.
Le Major Richter accompagne personnellement Zakharov aux États-Unis. Toutefois à son arrivée, il trouve Washington D.C. sous l'occupation militaire du Consortium. Même si la lutte des forces américaines pour libérer le Capitole des États-Unis est un succès, la 81e Division blindée US (en réalité une force du Consortium déguisée) sauve Zakharov et occupe la Maison-Blanche. Le président des États-Unis tente de s'échapper avant que les forces d'occupation arrivent, mais l'hélicoptère transportant le président est abattu. Le président est sauvé in-extremis par la Task Force Talon.
Finalement, le Major Richter et le Général Kelly parviennent à regrouper ce qui reste de l'armée des États-Unis et de la Task Force Talon pour monter une contre-attaque envers les forces du Consortium. Dans cette dernière bataille, ils sont confrontés à un ennemi qui emploie une technologie militaire de pointe qui était censée être top-secrète résultant des expériences militaires américaines et de prototypes. Même si les américains reprennent la Maison-Blanche, Zakharov déploie son arme la plus puissante, la Falling Star, une arme spatiale de destruction massive. Ayant déployé des batteries Patriot pour contrer la Falling Star, la Task Force Talon et l'US Army utilisent des missiles de croisière pour détruire la base de Zakharov. Zakharov est déclaré mort par le Major Richter, qui réclame toutefois une analyse ADN des restes des corps.

## Cartes multijoueurs
Lors de la création d'une partie, en mode escarmouche comme en mode multijoueur, il faut au préalable choisir une carte (en anglais map) servant d'aire de jeu. La sélection de la carte peut être effectuée parmi les cartes officielles ou parmi des cartes personnalisées conçues par des joueurs à l'aide de l'Éditeur de cartes. Chaque carte a ses spécificités (lieu, relief, ressources disponibles...) et est jouable, en fonction de sa taille, à deux joueurs (1 contre 1), à quatre joueurs (2 contre 2), à six joueurs (3 contre 3) et jusqu'à un maximum de huit joueurs (4 contre 4).
Une autre possibilité est de jouer "Chacun Pour Soi" (CPS).
| Nom                                     | Lieu                                                               | Nombre de joueurs                                                       | Taille  |
| --------------------------------------- | ------------------------------------------------------------------ | ----------------------------------------------------------------------- | ------- |
| Alcatraz (après la mise à jour 1.04)    |                                                                    | (1 contre 1)                                                            | petite  |
| Dos au mur                              | Dubaï, Émirats arabes unis                                         | (1 contre 1)                                                            | petite  |
| Highway (après la mise à jour 1.05)     |                                                                    | (1 contre 1)                                                            | moyenne |
| Le jour d'après                         | Frontière irakienne, Koweït                                        | (1 contre 1)                                                            | petite  |
| Pour une poignée de sable               | Oasis de Siwa, désert libyen, Égypte                               | (1 contre 1)                                                            | petite  |
| Tver Hazard (après la mise à jour 1.05) |                                                                    | (1 contre 1)                                                            | moyenne |
| Un pont trop loin                       | Banlieue d'Alexandria, Virginie, États-Unis                        | (1 contre 1)                                                            | petite  |
| Bataille d'Égypte                       | Banlieue de Naj'Hammadi, Région de Naj'Hammadi, Égypte             | (1 contre 1), (2 contre 2) ou 4 joueurs CPS                             | moyenne |
| Dernier champ de bataille               | Banlieue de Kiev, Région de Kiev, Ukraine                          | (1 contre 1), (2 contre 2) ou 4 joueurs CPS                             | moyenne |
| Four Lakes (après la mise à jour 1.05)  |                                                                    | (1 contre 1) ou (2 contre 2)                                            | petite  |
| Frappes sur Kirov                       | Zone industrielle de Kirov, Région de Kirov, Russie                | (1 contre 1), (2 contre 2) ou 4 joueurs CPS                             | moyenne |
| La bataille sanglante                   |                                                                    | (1 contre 1), (2 contre 2) ou 4 joueurs CPS                             | moyenne |
| La fièvre de l'or noir                  | Raffinerie TGE (TransGlobal Energy), Région de Naj'Hammadi, Égypte | (1 contre 1), (2 contre 2) ou 4 joueurs CPS                             | moyenne |
| Sand Sky (après la mise à jour 1.05)    |                                                                    | (1 contre 1), (2 contre 2) ou 4 joueurs CPS                             | moyenne |
| Terreur urbaine                         | San Francisco, Californie, États-Unis                              | (1 contre 1), (2 contre 2) ou 4 joueurs CPS                             | moyenne |
| Ville fantôme                           | Région de Londres, Angleterre, Royaume-Uni                         | (1 contre 1), (2 contre 2) ou 4 joueurs CPS                             | moyenne |
| Les dents du requin                     | Base principale de la 11e division, Région de Vologda, Russie      | (1 contre 1), (2 contre 2), (2 contre 3) ou 5 joueurs CPS               | moyenne |
| Fort Fog (après la mise à jour 1.05)    |                                                                    | (1 contre 1), (2 contre 2) ou (3 contre 3)                              | grande  |
| La citadelle                            | Zone industrielle de Kiev, Région de Kiev, Ukraine                 | (1 contre 1), (2 contre 2), (3 contre 3) ou 6 joueurs CPS               | grande  |
| La longue marche                        |                                                                    | (1 contre 1), (2 contre 2), (3 contre 3) ou 6 joueurs CPS               | grande  |
| Mines au fraises                        | Région de Sacramento, Californie, États-Unis                       | (1 contre 1), (2 contre 2), (3 contre 3), (4 contre 4) ou 8 joueurs CPS | grande  |
| Tempête de sable                        | Al Kuntillah, Péninsule du Sinaï, Égypte                           | (1 contre 1), (2 contre 2), (3 contre 3), (4 contre 4) ou 8 joueurs CPS | grande  |
| Uranium 231                             | Réacteur de Tver, Région de Kalinin, Russie                        | (1 contre 1), (2 contre 2), (3 contre 3), (4 contre 4) ou 8 joueurs CPS | grande  |

| Nom                                                 | Lieu                                                           | Nombre de joueurs                                         | Taille |
| --------------------------------------------------- | -------------------------------------------------------------- | --------------------------------------------------------- | ------ |
| Le temple de la liberté (après la mise à jour 1.05) | Maison-Blanche de Washington, District de Columbia, États-Unis | (1 contre 1), (2 contre 2), (3 contre 3) ou 6 joueurs CPS | grande |

- Remarque : Les cartes personnalisées téléchargées sont à installer dans le dossier "CustomMaps" de Act of War afin qu'elles deviennent accessibles dans le jeu (onglet Custom).

## Distribution
Sauf indication contraire, les informations mentionnées dans cette section peuvent être confirmées par la base de données cinématographiques IMDb,  présente dans la section « Liens externes ».
- Christian Fanning : Major Jason Richter, Commandant de la Task Force Talon
- Phil Harrison : Yegor Zakharov, Directeur du Consortium
- Rick Bramucci : Sergent-Major Jefferson
- Lita Tresierra : Lieutenant Vega
- Daniel Stringer : Président Baldwin
- Nick Mihalovits: Robert Chamberlain, Conseiller à la Sécurité Nationale
- Bill Thurlow : Général Morrison Kelly, Chef d'État-Major des Armées
- Peter Rossner : Arthur Kingman, PDG de TransGlobal Energy.

## Audio
La bande son a été composée par Marc Canham et Jonathan Williams, puis interprétée par le Nimrod Studio Orchestra.
| 1.  | Act of War             | 2:25 |
| 2.  | Libya                  | 1:59 |
| 3.  | Houston Bomb           | 2:14 |
| 4.  | Terrorist Movement     | 3:33 |
| 5.  | Finding The Limo       | 1:19 |
| 6.  | The Plan Evolves       | 3:38 |
| 7.  | San Francisco in Ruins | 3:42 |
| 8.  | Blitz                  | 2:01 |
| 9.  | The Reveal             | 0:49 |
| 10. | Calling The Troops     | 1:17 |
| 11. | No Communication       | 1:33 |
| 12. | False Hopes            | 2:03 |
| 13. | Falling Star           | 2:36 |
| 14. | Riot                   | 1:32 |
| 15. | Terrorist Shoot Down   | 2:20 |
| 16. | Hostage                | 2:06 |
| 17. | The End                | 8:08 |

## Mises à jour (extraits)

### Version 1.03("Patch 1B")
- Ajout d'une option Replay offrant la possibilité d'enregistrer une partie.
- Mise à jour des crédits avec Atari Europe.
- Désactivation du bouton "Continuer la campagne" si la campagne est terminée.
- Ajout d'un message avertissant que l'histoire va être dévoilée si la campagne est faite dans le désordre.

### Version 1.04("Patch 2")
- Une nouvelle carte : 
  - Alcatraz (1 contre 1)
- Améliorations diverses de l'option Replay.
- Fichiers Replay moins volumineux.
- Rotation des bâtiments en appuyant sur la touche TAB (pour pivoter avant de placer).
- Mesures anti-tricherie pour neutraliser tous les cheats connus à ce jour. Les tricheurs démasqués sont expulsés de la partie avec un résultat Défaite.
- Clarification du message d'erreur lorsqu'un mot de passe erroné est entré, et ajout d'une option pour demander l'envoi du mot de passe par courriel.
- Plusieurs optimisations de latence/bande passante, améliorant particulièrement les performances des grosses parties.
- Téléchargement des profils de joueurs plus rapide.

### Version 1.05("Patch 3")
- Ajout d'un Éditeur de cartes et possibilité d'importer des cartes personnalisées dans le jeu
- 5 nouvelles cartes et une modification d'une ancienne carte : 
  - Highway (1 contre 1)
  - Tver Hazard (1 contre 1)
  - Four Lakes (2 contre 2)
  - Sand Sky (2 contre 2) ou (CPS)
  - Fort Fog (3 contre 3)
  - Le Temple de la Liberté (3 contre 3)
- Possibilité de mettre des constructions de bâtiments en file d'attente, en appuyant sur la touche MAJ.

### Version 1.06("Patch 4", juin 2005)
- Correction d'un abus. Dans les parties en ligne, le joueur pouvait faire entrer ses unités dans les bâtiments adverses pour les rendre invincibles.
- Correction du niveau de vol des aéronefs dans la carte "Highway".
- L'utilisation de l'amélioration ABRAMS FSAP (Full Spectrum Active Protection) est visible dans les replays.
- Le cheat "bigbrother" est à présent automatiquement activé lorsqu'on regarde un replay.

Éditeur de cartes
- Ajout d'une barre de chargement pendant le calcul de l'éclairage du terrain.

## Accueil
Act of War a reçu un très bon accueil critique que ce soit en Europe ou aux États-Unis.